# Gustavo A. Madero
Gustavo Adolfo Madero González (Parras de la Fuente, Coahuila de Zaragoza; 16 de enero de 1875-Ciudad de México, 19 de febrero de 1913) fue un político mexicano, hermano de Francisco I. Madero, miembro fundador del Partido Constitucional Progresista por el cual fungió como diputado. Antiporfiristas y antirreeleccionistas, los dos hermanos Madero, Gustavo Adolfo y Francisco Ignacio, lucharon en contra de la renovación del gobierno del general Porfirio Díaz y para evitar su reelección.
Su incursión en la política no fue circunstancial, obedeció más a la relación estrecha entre él y su hermano Francisco, misma que puede rastrearse desde la niñez y a través de los estudios que ambos cursaron en Europa y los Estados Unidos, Gustavo se identificó con la causa democrática y los principios que enarbolaba su hermano, apoyándolo durante el proceso revolucionario y una vez electo Francisco como presidente de la república. Personaje clave en el gobierno del presidente Madero, fue brutalmente asesinado y torturado durante el golpe de Estado llevado a cabo por Huerta.
Gustavo se dedicó a los negocios industriales y agrícolas, no solamente en su estado natal, sino también en Jalisco, principalmente una fábrica textil en Lagos de Moreno y en otras  entidades de la República Mexicana. En 1910 administraba un buen establecimiento del ramo de papelería en Monterrey. Instalado el régimen de su hermano, Gustavo no quiso aceptar puesto alguno en la administración; pero en 1912 se vio obligado a ocupar una curul en la Cámara de Diputados en la XXVI Legislatura.
En 1941 se da su nombre a una de las delegaciones de la Ciudad de México.

## Financiero en la Revolución
Repuestos de la decepcionante respuesta al llamado del 20 de noviembre y después de enterarse de los pequeños levantamientos que se venían produciendo en el norte del país, en enero de 1911, Gustavo se trasladó a Washington para conseguir un empréstito, con el que pudiera comprar armas y pertrechos de guerra. Un mes después, el 14 de febrero, Francisco Ignacio Madero cruzó la frontera.
En mayo de 1911, a unos días de la Toma de Ciudad Juárez (batalla que determinó la caída del dictador) y en medio de un nuevo armisticio pactado para negociar la paz, Gustavo escribió: «Hoy resolvimos definitivamente pedir la renuncia de Díaz como condición para la paz y como sabemos que no accederá nos estamos preparando para la guerra, pues probablemente habrá necesidad de atacar Juárez».

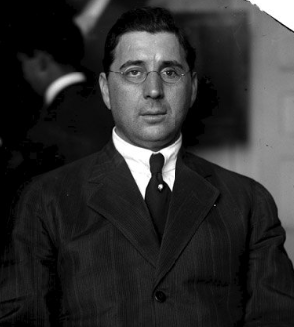
Gustavo Madero en 1912

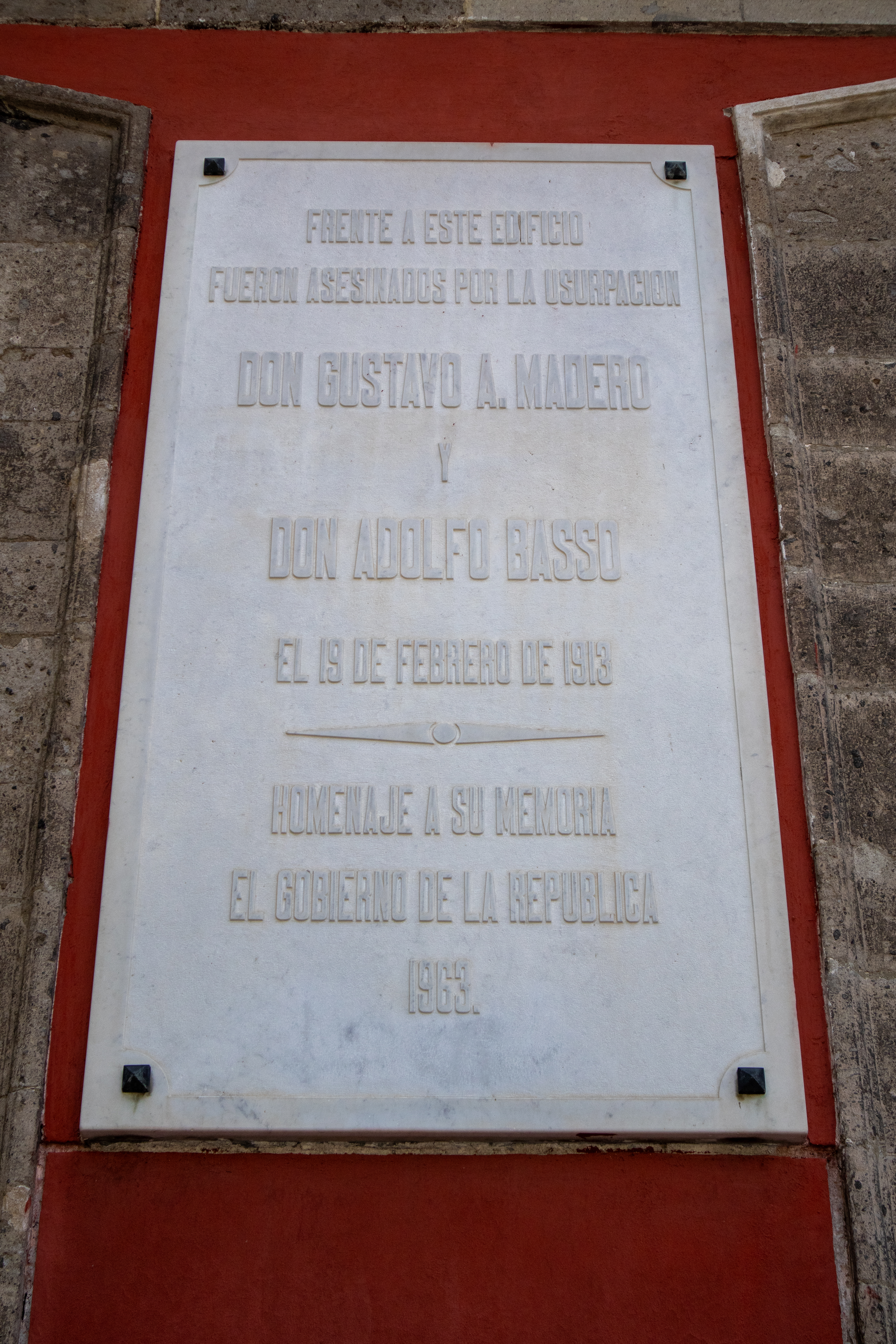
Placa que conmemora el asesinato de Gustavo A. Madero a manos de los golpistas de Victoriano Huerta al exterior de la hoy Biblioteca de México José Vasconcelos.

Por entonces Gustavo negociaba ya el empréstito. Confidencialmente obtuvo un importante préstamo que significó (en términos del apoyo material que recibieron los revolucionarios) la puntilla final del régimen porfirista. El día 9, los petroleros de la Standard Oil entregaron una buena cantidad de dólares a los revolucionarios. Al día siguiente, ya sin problemas financieros, la revolución se apoderó de Ciudad Juárez y el 25 de mayo, Porfirio Díaz estaba presentando su renuncia. Alfonso Taracena en su libro Historia Extraoficial de la Revolución Mexicana: «El petróleo fue el derrumbe de Madero».

## Los últimos días
Había sido designado  embajador de México en Japón en 1913. Sin embargo, la Decena Trágica se interpuso en su camino. Fue testigo de la rebelión armada contra el gobierno de Francisco I. Madero por parte de los generales Manuel Mondragón, Félix Díaz, Bernardo Reyes, Victoriano Huerta y Aureliano Blanquet. El 9 de febrero de 1913 se inició este movimiento denominado la Decena Trágica, un período de poco más de diez días de sublevación contra el gobierno maderista. 
El martes 18 de febrero, Victoriano Huerta traicionó al presidente, se unió a la reacción y en acuerdo con H. L. Wilson, el embajador estadounidense, hace prisioneros a Francisco Ignacio Madero y a José María Pino Suárez (la conocida participación de Wilson bien podría deberse a promesas petroleras incumplidas por Gustavo a quien el embajador llamaba "pillo"). Gustavo era una persona que no confiaba en Huerta y era él quien le advertía a su hermano Francisco sobre sus planes,  haciendo este caso omiso.

## Prisionero
El mismo 18 de febrero de 1913, después de un almuerzo en el Restaurante "Gambrinus" con Victoriano Huerta, Gustavo es aprehendido y llevado a un cuartel militar conocido como La Ciudadela por órdenes del mismo Huerta. Esa misma tarde, Huerta firmaba en el Palacio Nacional, como "General en Jefe a cargo del Poder Ejecutivo".

## El martirio de Gustavo A. Madero
Cercana ya la medianoche del martes 18 de febrero de 1913, un emisario de “La Ciudadela” llegó a Palacio Nacional para informar a Victoriano Huerta que el general Manuel Mondragón exigía la entrega de los presos que tenía en Palacio. Huerta se negó a ello, pues aunque se había declarado presidente, todavía no tenía las renuncias de Madero y Pino Suárez, por lo que no quería arriesgarse a que estos se salieran de sus manos; pero para complacer a Mondragón, ordenó que fueran entregados Gustavo A. Madero y el intendente de palacio, Don Adolfo Bassó Bertoliat, a quien también había hecho prisionero luego de que este último intentara disparar contra el general Blanquet.
Un «tribunal» presidido por Cecilio Ocón, quien se burlo de él y lo abofeteó, los condenó a muerte y fueron llevados a otro departamento de “La Ciudadela”. Pero la soldadesca, envalentonada, los persiguió en comparsa frenética y rugiente. Unos se mofan de Gustavo, otros descargan sobre el indefenso político sus puños de acero.
«A empellones, entre gritos soeces, colmado de injurias y de golpes, entre un coro diabólico de burlas y blasfemias, bajó la primera víctima al lugar de su final tormento [...] Noventa o cien se abalanzaron sobre el indefenso prisionero»; «y a puntapiés, a bofetadas y a palos lo llevaron al patio, donde está la estatua de Morelos [...] chorreando sangre, con el rostro descompuesto por los golpes, con los cabellos en desorden y las ropas destrozadas [...], se aferró con ambas manos al marco de la puerta y ofreció dinero, suplicó a sus feroces victimarios que no lo mataran; recordó a su esposa y a sus hijos [...], a su hermano, candidato al cadalso [...] Los ciudadelos rieron y a cada frase le llamaban cobarde. Uno dio el ejemplo, un desertor del batallón 29 de apellido Melgarejo, cuyo nombre, según algunas fuentes, era José María, con su bayoneta le saco el único ojo que tenía. Ciego don Gustavo, lanzó un doloroso grito de terror y desesperación. Se encogió, con violencia de resorte, y luego, quedó mudo [...]».
«Se burlaban de él: ¡Cobarde! –le gritaban– ¡Ojo parado! (así apodaba el antimaderismo a Gustavo, que era tuerto), ¡Llorón! –y le clavaban las puntas de sus marrazos, de sus espadas, de sus puñales. Lo arrojaron hacia el patio y él, enloquecido de dolor, corrió tambaleándose, con las manos en la cara, hecho un guiñapo sangriento. Tras de él se lanzó una turba de asesinos [...] Entre ellos había jovencitos de diecisiete o dieciocho años, alumnos de la escuela militar (Escuela Militar de aspirantes), corrompidos por la canalla aristocrática, trasformados en criminales por sus jefes y profesores [...] Mondragón, complacido y gustoso, contemplaba el cuadro, sin tomar parte en él [...] Dando traspiés, [Gustavo] pudo aun caminar un corto trecho sobre el patio sucio de sangre y de lodo [...] Por fin, tropezó contra la estatua de Morelos y desangrado cayó al pie del monumento [...]».
Más de veinte bocas de fusiles descargaron sus proyectiles sobre Gustavo.
Don Juan B. Izábal, quien relató estas escenas, acercó una linterna al rostro del caído, «vieron que estaba muerto… Uno de los asesinos hizo un nuevo disparo sobre el cadáver, diciendo que "era el tiro de gracia" [...] Luego lo mutilaron, arrancándole algunos órganos nobles, cubriendo con tierra y estiércol las heridas [...] El cadáver quedó allí, abandonado, hasta el amanecer, en que lo sepultaron en un agujero que hicieron en el mismo patio [...] Al recibir la muerte, su cuerpo presentaba treinta y siete heridas. De inmediato, los soldados se lanzaron sobre el cadáver para despojarlo de sus pertenencias, sesenta y tres pesos, tres cartas de su esposa y prima, Carolina, fechadas en Monterrey y un libro de apuntes que terminaba con la frase, "Todo está perdido. Los soldados no quieren pelear"». Narra el historiador Oscar Grajales López que entre las ropas de Gustavo Madero encontraron una carta en la que su esposa le pedía regresar a casa y olvidarse de la vida política. "Deja que se saquen los ojos entre ellos". También le fue robado un fistol que la familia recuperó en una casa de empeño. Los ladrones habían cobrado dos pesos por esta joya.
Luis Aguirre Benavides fue el encargado de rescatar el cádaver, que estaba irreconocible, y tuvo que obtener el permiso del general Aureliano Blanquet para que los familiares pudieran darle sepultura. Cuando su familia fue informada de su muerte, su madre, Mercedes González Treviño, sufrió un desmayo. Doña Mercedes quedó totalmente destrozada psicológicamente y nunca pudo reponerse, ya que unos días más tarde su hijo Francisco también sería asesinado.
Don Adolfo Bassó Bertoliat fue fusilado en La Ciudadela alrededor de las 3:00 a. m. del miércoles 19 de febrero de 1913, gritando: ¡Viva México!. Blanquet no le dio el tiro de gracia y le dio muerte de un bayonetazo en el corazón.
En el edificio que ocupa la Biblioteca de México, se encuentran unas placas que rememoran la muerte de Gustavo A. Madero.